# Juan Antonio Castejón
Juan Antonio Castejón Gálvez (Godojos, 3 de junio de 1785-Zaragoza, 9 de octubre de 1858) fue un político español. 

## Biografía
Jurista zaragozano, deviene Juez de Primera Instancia de Madrid en octubre de 1837 y ese mismo mes ministro de Gracia y Justicia, cargo que desempeña solo cuatro días. Posteriormente sería Regente de las Audiencias de Zaragoza y Burgos y presidente de la Sala Tercera del Tribunal Supremo de España. Fue senador por la provincia de Zaragoza de 1837 a 1840 y senador vitalicio desde 1845.